# Tory Walker
Tory Terrell Walker (Marrero, 16 agosto 1979) è un ex cestista statunitense, professionista nella NBDL, in Slovenia, Ungheria e Germania.